# 广东水锦树
广东水锦树（学名：Wendlandia guangdongensis）为茜草科水锦树属下的一个种。其种加词“guangdongensis”意为“广东的”。